# Nikołaj Putiłow

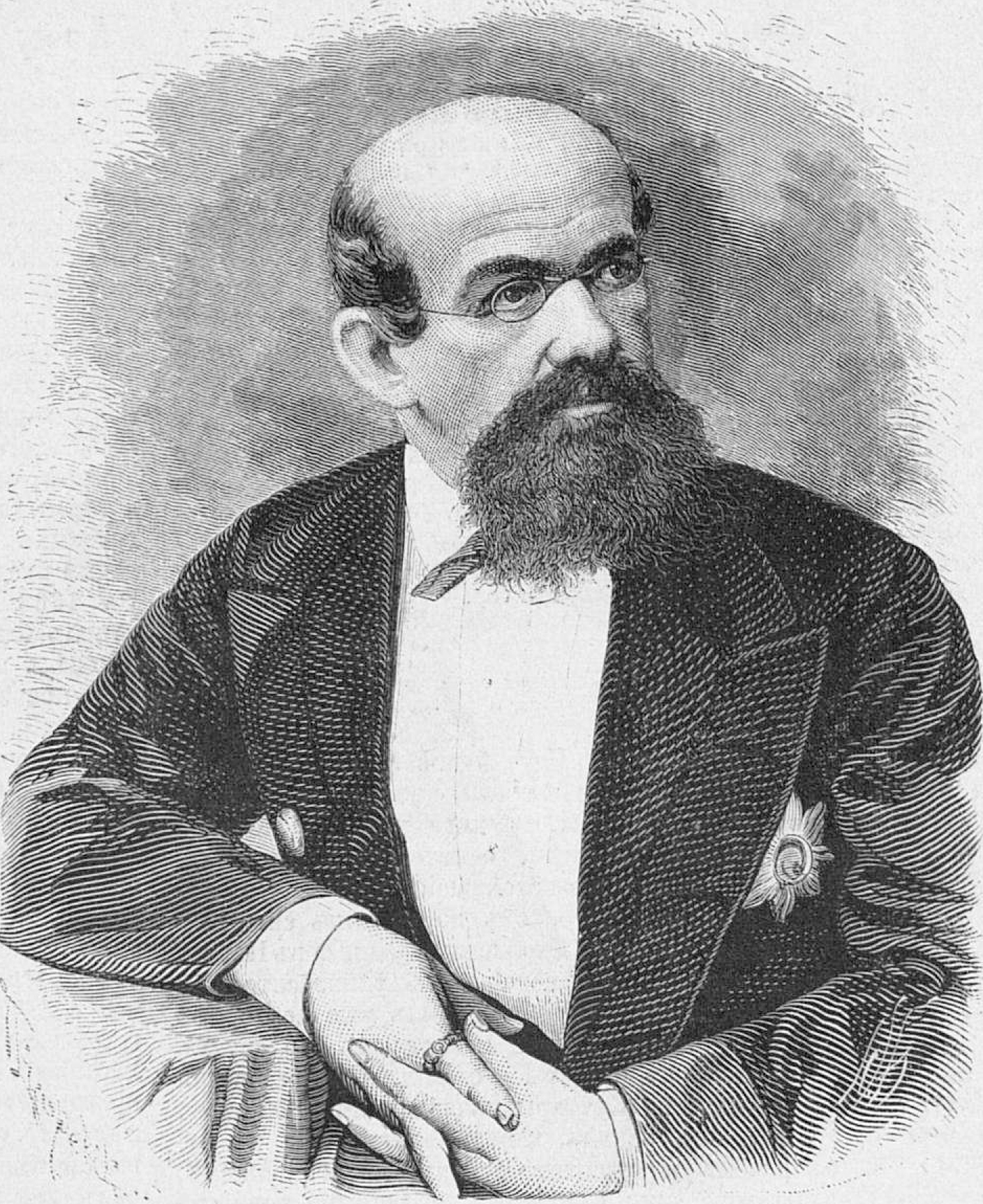
Nikołaj Putiłow

Nikołaj Putiłow ros. Николай Иванович Путилов (ur. 1820, zm. 18 kwietnia 1880 w Petersburgu) – rosyjski przedsiębiorca, właściciel Putiłowskich Zakładów.
Pochodził z drobnej szlachty. W 1840 ukończył Morski Korpus Kadecki, gdzie następnie wykładał.
W 1854 na polecenie cara Mikołaja I podjął się produkcji niewielkich okrętów wojennych dla Floty Bałtyckiej. Udana konstrukcja i sprawna produkcja okrętów przyniosła mu uznanie władz. Przejął kilka zakładów hutniczych w Finlandii (wówczas część Rosji), gdzie rozwinął hutnictwo wysokojakościowej stali.
W 1863 wraz z kilkoma wspólnikami zorganizował zakłady metalurgiczne, później nazwane jego nazwiskiem – Zakłady Putiłowskie. Zaczął na dużą skalę produkować nie tylko stal, ale i maszyny, w tym wojskowe. Od 1868 produkował też szyny kolejowe. Doprowadził Zakłady Putiłowskie do wielkiego rozwoju, i do zajęcia przez nie jednego z czołowych miejsc w tej branży w Rosji, jak i na terenie Eurazji.